# Radovan Miščević
Radovan Miščević (Donji Andrijevci, 9. prosinca 1925. – Zagreb, 26. listopada 2015.), hrvatski urbanist i arhitekt.

## Životopis
Rođen je 1925. godine u Andrijevcima. Gimnazijsko školovanje završio je u Osijeku 1946. godine, paralelno s umjetničkom školom profesora Rudolfa Švagel-Lešića. Na Arhitektonskom fakultetu Sveučilišta u Zagrebu diplomirao je 1953. godine u klasi profesora Alfreda Albinija. Za vrijeme studija bio je demonstrator na Katedri arhitektonskog projektiranja kod profesora Zdenka Strižića. Nakon završetka studija radio je kao asistent na Katedri za urbanizam kod profesora Josipa Seissela. Potom djeluje u Urbanističkom institutu SR Hrvatske, na dužnostima samostalnog planera-projektanta za urbanizam i arhitekturu, te pomoćnika i zamjenika direktora Instituta, kao i voditelja odjela za urbanističko planiranje.
U Parizu 1975. godine završava specijalistički staž „Prostor i industrijska izgradnja stanova - ACTIM“ pod pokroviteljstvom Vlade Republike Francuske. Godine 1978. godine obranio je doktorsku disertaciju „Procesi i planiranje urbane transformacije metropolitanskih aglomeracija s primjenom na situaciju grada Zagreba“. Godine 1988. promoviran je u najviše znanstveno zvanje – znanstvenog savjetnika.
Djelovao je i u pedagoškom aspektu struke, kao izvanredni profesor na Višoj građevinskoj školi u Zagrebu i Osijeku, na kolegijima urbanističke tematike. Predavao je i na poslijediplomskom studiju Arhitektonskog fakulteta u Zagrebu, gdje postaje mentor i član povjerenstva za obranu magistarskih radova i disertacija.
U okviru Urbanističkog instituta osniva i vodi Centar za znanstveno-istraživački rad. I sam se kontinuirano bavi znanstvenim radom te izrađuje metodologiju prostornog i urbanističkog planiranja koju preuzimaju sve planerske organizacije u zemlji. Svoje radove objavljuje u nizu stručnih i znanstvenih časopisa, od čega se posebno ističe studija „Prema antologiji urbanističkog i prostornog planiranja u Hrvatskoj“ objavljena u časopisu „Arhitektura“, br. 214/1998., te Studija i prijedlog osnivanja znanstveno-tehnološkog parka Hrvatske u Zagrebu. Objavio je i monografiju „Planovi, projekti i realizacije“ te sudjelovao na nizu značajnih kongresa i savjetovanja u zemlji i inozemstvu. Svoje poglede na urbanizam i arhitekturu, a posebno temu rijeke u gradu, pretočio je u knjigu Fenomen grada, izdanu 2009. godine.
U svojstvu zamjenika direktora Urbanističkog instituta odlazi u mirovinu 1991. godine.

## Projekti i realizacije
U sklopu Urbanističkog instituta radio je na brojnim složenim urbanističkim zadacima, od kojih se posebno ističu: Generalni urbanistički planovi za gradove Osijek, Vukovar i Pulu, Prostorni plan zagrebačke regije, uz istodobnu suradnju na Generalnom urbanističkom planu „Zagreb 2000“. Uspješno je izradio Planove uređenja nacionalnih parkova Plitvička jezera i Brijuni te Plan obnove i oživljavanja osječke tvrđe. Autor je brojnih urbanističkih i urbanističko-arhitektonskih projekata naselja, gradskih središta i javnih urbanih prostora. Od međunarodnih radova treba posebno naglasiti Generalni urbanistički plan glavnog grada Gvineje te projekt Centra gvinejske vlade.
S velikim uspjehom sudjeluje i na brojnim  arhitektonskim i urbanističko-arhitektonskim natječajima u zemlji i inozemstvu, gdje dobiva sveukupno 18 prvih ili drugih nagrada, od čega se posebno ističu: Urbanističko rješenje poluotoka Zadra 1954. (s B. Vasiljevićem i B. Petrovićem); Međunarodni natječaj za centar Skoplja 1965. (s F. Wenzlerom), gdje dijeli I. nagradu sa svjetski poznatim japanskim arhitektom Kenzom Tangeom; potom Urbanističko-arhitektonsko rješenje centra Vukovara 1984. te Urbanističko-arhitektonsko rješenje centra Bihaća 1987. godine (oba rada s Lj. Miščevićem). Dobitnik je i značajnih priznanja na međunarodnim natječajima u Helsinkiju za ESPO novi centar 1967. (s M. Maretićem) i u Berlinu za Idejno rješenje gradskog središta Spreeinsel 1994. (s Lj. Miščevićem). Najuspješnija Miščevićeva urbanistička realizacija je stambeno naselje Sjenjak u Osijeku iz 1965. Natječaj za projekte pojedinih zgrada u naselju je raspisan prema uzoru na njemački INTERBAU iz 1957.
Od arhitektonskih projekata izveo je 15 realizacija, koje potvrđuju svestranost njegovog djelovanja i vjeru u sintezu arhitekture i urbanizma. Posebno se ističu Zavod za socijalno osiguranje u Osijeku iz 1960., stambena zgrada u Nazorovoj u Zagrebu iz 1961., poslovno-stambeni objekti „Blok centar“ u Osijeku i prva pješačka zona u gradu iz 1962., potom hotelske zgrade „Zlatne stijene“ u Puli iz 1967., te značajna realizacija uređenja priobalja u Osijeku, tzv. Copacabana, koja danas postaje ogledni primjer uspješnoga javnog gradskog prostora. Sa svojim radovima kontinuirano je sudjelovao na izložbama Zagrebačkog salona arhitekture od 1965. do 1985.

## Nagrade i priznanja
Za uspješan rad i značajan stručni doprinos primio je brojna istaknuta priznanja, od kojih se izdvajaju Orden rada sa zlatnim vijencem za doprinos obnovi grada Skopja, Veliko priznanje Skupštine grada Osijeka i Nagrada grada Zagreba. Posebna priznanja dobiva i od Centra suvremene europske kulture u Barceloni za obnovu europskog javnog prostora na primjeru uređenja priobalja u Osijeku, te od OUN-a za Generalni urbanistički plan grada Conakrya u Gvineji. Dobitnik je i dvije kapitalne stručne nagrade – nagrade Viktor Kovačić za životno djelo 2006. te nagrade Vladimir Nazor za životno djelo 2011. godine.

## Vanjske poveznice
- Miščević, Radovan Hrvatska tehnička enciklopedija, portal hrvatske tehničke baštine. LZMK

Dodatak:Dobitnici Nagrade Vladimir Nazor za arhitekturu i urbanizam
1. ↑  
http://www.d-a-z.hr/hr/vijesti/in-memoriam---arhitekt-dr-sc-radovan-miscevic-(1925-2015),4198.html (pristupljeno 16. ožujka 2018.)